# Synagoge (Świecie)

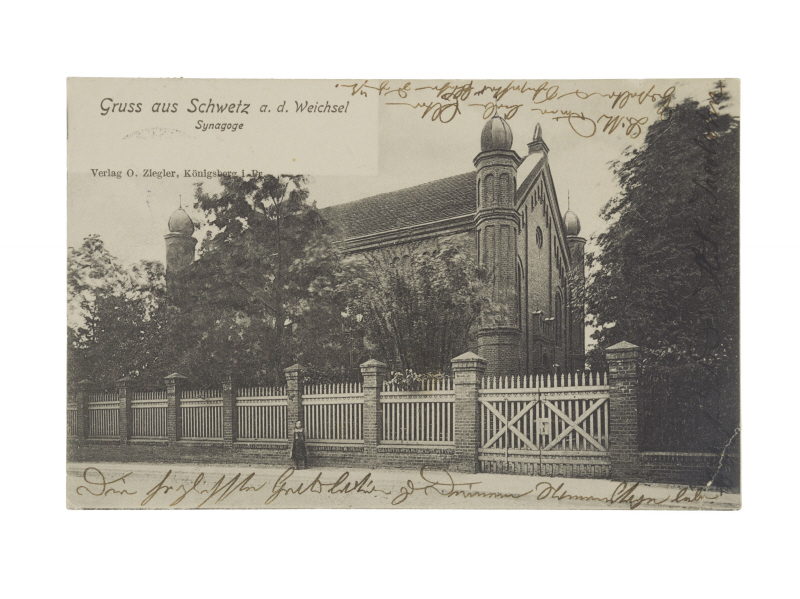
Postkarte mit der Synagoge in Świecie (um 1900)

Die Synagoge in Świecie (deutsch Schwetz an der Weichsel), einer Stadt im Powiat Świecki der Woiwodschaft Kujawien-Pommern in Polen, wurde 1851 errichtet und 1939 zerstört.
Die Jüdische Gemeinde in der Stadt Schwetz entstand um 1800. Im Jahr 1885 erreichte sie mit 497 Personen ihre Höchstzahl, das waren circa 8 % der Bevölkerung.